# Енгалычев, Николай Иванович
Князь Никола́й Ива́нович Енгалы́чев (1818 — 1898) — тамбовский губернский предводитель дворянства в 1875—1878 годах, первый председатель губернской земской управы.

## Биография
Из потомственных дворян Тамбовской губернии. Сын статского советника князя Ивана Александровича Енгалычева (1784—1845) от его брака (с 22 июля 1812 года) с княжной Марией Ивановной Гагариной (1790— ?).
Воспитывался в Дворянском институте. На службу вступил 21 июля 1837 года. В 1841 году — чиновник особых поручений Государственного контроля. В 1842 году был прикомандирован во II отделение Собственной Е. И. В. канцелярии для участия в составлении Свода контрактных законов. В камер-юнкеры был пожалован в 1848 году. Был в отставке с 6 марта 1859 по 23 января 1860 года.
В Тамбовской и Нижегородской губернии имел более 45675 десятин, из которых было отдано в надел более 13000 десятин, а в его непосредственном владении было более 32613 десятин (в том числе и родовое имение Бедишево). Владел винокуренным заводом и ковровой фабрикой при селе Старая Качеевка, а также фаянсовой фабрикой при деревне Ивановке, Темниковского уезда Тамбовской губернии.
В 1861—1863 годах состоял мировым посредником Темниковского уезда. После введения земских учреждений, в 1865—1867 годах был председателем Тамбовской губернской земской управы. Впоследствии избирался губернским гласным от Темниковского уезда, а также почетным мировым судьей по Елатомскому и Темниковскому уездам. В 1873 году — кандидат Темниковского уездного предводителя дворянства. В 1875 году был избран губернским предводителем дворянства, в каковой должности пробыл одно трехлетие. Чин действительного статского советника получил 27 марта 1877 года. Из наград имел медаль «в память войны 1853—1856 гг.»
Скончался в 1898 году. Был похоронен в родовом имении села Бедишева Тамбовской губернии.
Революционер Лазарь Гольденберг в 1869 году работал химиком на ковровой фабрике Н.И. Енгалычева в Бедишеве. В своих воспоминаниях он описывает фабрику, усадьбу и поведение Енгалычева. Рабочие рассказывали Гольденбергу, что владелец усадьбы грубо обрушивается с бранью на бывших крепостных, если ему что-либо не нравится.

## Семья
Был женат на Надежде Павловне Игнатьевой (1828—1877), дочери генерала П. Н. Игнатьева. Их сыновья:
- Павел (1864—1944), генерал-лейтенант, генерал-адъютант.
- Николай (1865—1916), офицер Кавалергардского полка, полковник Генерального штаба.